# Orde van Isabella de Katholieke
De Orde van Isabella de Katholieke (Spaans: Orden de Isabel la Católica) werd op 24 maart 1815 als Real y Americana Orden de Isabel la Católica door koning Ferdinand VII van Spanje ingesteld als een ridderorde ter beloning van burgerlijke verdiensten. Men verleent de onderscheiding vaak aan diplomaten en familieleden van met Spanje bevriende vorsten.
De Spaanse koning is de grootmeester van de orde.
In 1815 werd de orde als "Real y Americana Orden de Isabel la Católica" ingesteld en de nadruk lag destijds bij militaire en burgerlijke verdiensten in de Spaanse koloniën in Noord- en Zuid-Amerika. Vandaar ook de naam en de keuze voor Isabella van Castilië (1451-1504) als schutspatroon van de orde. De orde was de eerste koloniale ridderorde van Spanje. Na het verlies van de overzeese gebiedsdelen bleef de orde nu als een algemene orde van verdienste deel van het Spaanse decoratiestelsel.

## De graden van de orde
- Grootkruis met Keten

Aan de zware gouden keten draagt men een commandeurskruis. Op de linkerborst wordt de ster van de orde gedragen en men draagt ook het grootkruis aan een breed lint over de linkerschouder.
- Grootkruis

Op de linkerborst wordt de ster van de orde gedragen en men draagt het grootkruis aan een breed lint over de linkerschouder.
- "genummerde" commandeur, (Spaans:"Caballeros de número")

Op de linkerborst wordt de ster van de orde, met een afwijkend medaillon, gedragen en men draagt ook het commandeurskruis aan een lint om de hals.
Het aantal commandeurs is in de statuten vastgelegd.
- Surnumerair commandeur

Op de linkerborst wordt de ster van de orde, met een afwijkend medaillon, gedragen en men draagt ook het commandeurskruis aan een lint om de hals.
Toen er meer dan het vastgestelde aantal commandeurs werd benoemd werden de graden van de "genummerde commandeurs" en de commandeurs ingevoerd.
- Ridder

De ridders dragen het kleine kruis aan een lint van de orde op de linkerborst.
Op het lint is een gouden gesp bevestigd.
Aan de orde zijn ook drie decoraties verbonden
- Zilveren Kruis
- Medaille van Isabella de Katholieke in Zilver
- Medaille van Isabella de Katholieke in Brons

De orde, die een belangrijke rol speelt in het diplomatieke verkeer, wordt beheerd door het Spaanse Ministerie van Buitenlandse Zaken. Een groot aantal Nederlanders en Belgen is in deze orde opgenomen. Wij noemen Joseph Luns, Máxima Zorreguieta, waarvan bij de verlening ter gelegenheid van een staatsbezoek aan Nederland in kranten ten onrechte werd opgemerkt dat zij als verloofde van de prins van Oranje "de hoogste Spaanse onderscheiding ontving", de Belgische koning Boudewijn, die de keten van de orde droeg op zijn huwelijk met Fabiola; ook Filip, Hertog van Brabant. De in 2010 gestorven jhr Frederik Willem Edzard Groeninx van Zoelen (1924-2010) was commandeur.
In het Spaanse protocol komen de orden van het Gulden Vlies, Karel III, Burgerlijke Verdienste en het "Cruz Laureada van de Koninklijke Orde van Sint-Ferdinand" vóór de Orde van Isabella de Katholieke. De keten van de Orde van Karel III is formeel ook hoger in aanzien dan de keten van de Orde van Isabella de Katholieke maar dat neemt niet weg dat die laatste een zeer exclusieve onderscheiding is.

## De versierselen
- De keten is van geëmailleerd goud en heeft vijftien schakels.Er zijn acht jukken en pijlenbundels met een F en een Y voor Ferdinand II van Aragón en Isabella I van Castilië en zeven schakels in de vorm van het ovale medaillon dat ook op het kruis is gelegd.
- De ster is van goud en wordt door grootkruisen en commandeurs in twee grootten gedragen. De vorm is gelijk aan het kleinood, maar om het medaillon is een groene lauwerkrans gelegd waaromheen een wit lint met gouden boorden is gewikkeld. Op dat lint staat het motto "A la Lealtad Acrisolada" en "Por Isabel la Católica". Boven de krans zijn de koninklijke monogrammen F en Y op een gouden schildje onder een open kroontje afgebeeld.

De genummerde commandeurs dragen gouden of zilveren sterren met het medaillon zoals dat hiernaast is afgebeeld. De afbeelding van de zuilen van Hercules is vervangen door het monogram dat anders op de keerzijde van de kruisen staat.
- Het kleinood of kruis is een kruis met tien punten en gouden ballen op de acht punten die het dichtst bij de diagonaal liggen.De armen zijn helderrood met een brede gouden rand en tussen de armen zijn vier maal vijf gouden stiften geplaatst.Op de witte goudgerande ring staat het motto "A la Lealtad Acrisolada" wat "voor bewezen trouw" betekent.

In het medaillon zijn de zuilen van Hercules, twee gekroonde blauwe globes en een lint met het motto van keizer Karel V, "PLUS ULTRA", afgebeeld.
Boven het kleinood dient een groengeëmailleerde gouden krans als verhoging.
- Het lint is wit met twee brede goudgele strepen, maar de grootkruisen dragen een lint dat daarvan het spiegelbeeld is. In de catalogus van Paul Hieronymussen is een grootlint afgebeeld dat gelijk is aan het lint van de ridders en commandeurs.
- Het in 1903 ingestelde Zilveren Kruis is gelijk aan het ridderkruis maar het verschilt daarvan door de materiaalkeuze en het ontbreken van de stiften in de armen van het kruis. Op het lint is een gouden gesp bevestigd.
- De in 1907 ingestelde medailles zijn rond en tonen het kleinood zonder de stiften. Het lint is gelijk aan dat van de ridders. Op het lint is een gouden gesp bevestigd.

De illustraties

De hiernaast afgebeelde tekeningen komen uit het boek van Maximilian Gritzner. Zij wijken op een aantal punten af van wat nu het gangbare model van de versierselen van de Orde van Isabella de Katholieke is. Dat kan aan de tekenaar, aan de 19e-eeuwse juwelier en aan veranderingen in de statuten en de mode liggen.

## Ridders in de Orde van Isabella de Katholieke
- Lijst van leden in de Orde van Isabella de Katholieke
- De orde staat samen met de Orde van Burgerlijke Verdienste ter beschikking van het Spaanse Ministerie van Buitenlandse Zaken. De Spaanse regering onderscheidt diplomaten en bevriende relaties met deze orde. Bij staatsbezoeken wordt de Orde van Isabella de Katholieke veel uitgereikt. Zo zijn prinses Margriet der Nederlanden, Willem-Alexander en Máxima prins en prinses van Oranje, grootkruis in deze orde. De architect Pierre Cuypers was commandeur der Ie Klasse in de Orde van Isabella de Katholieke.

In België is Koning Filip grootkruis in de Orde van Isabella de Katholieke. Ook de politici Robert Urbain, Paul Hatry, Louis Michel en Guy Verhofstadt zijn Grootkruisen.
Bij zijn huwelijk met Doña Fabiola de Mora y Aragón droeg koning Boudewijn I der Belgen de grote keten van de Orde van Isabella de Katholieke op zijn Belgische generaalsuniform.